# Syrenka i książę
Syrenka i książę (ros. Русалочка Rusałoczka, bułg. Малката русалка Małkata rusałka) – radziecko-bułgarska baśń filmowa z 1976 roku, w reżyserii Władimira Byczkowa na podst. baśni Mała syrenka Hansa Christiana Andersena.

## Obsada
- Wiktoria Nowikowa –
  - syrenka,
  - dziewczyna w dyliżansie (prolog/epilog)
- Walentin Nikulin –
  - Sulpicjusz,
  - Hans Christian Andersen (prolog/epilog)
- Jurij Sienkiewicz –
  - książę Antoine,
  - małżonek w dyliżansie (prolog/epilog)
- Jewgienij Gierasimow – książę Antoine (głos)
- Galina Artiomowa –
  - księżniczka,
  - małżonka w dyliżansie (prolog/epilog)
- Galina Wołczek –
  - szynkarka / wiedźma,
  - nauczycielka dziewczyny (prolog/epilog)
- Stefan Ilijew – Adalbert Greenley Reynold z Marndel
- Aleksandr Bielawski – Adalbert Greenley Reynold z Marndel (głos)
- Michaił Pugowkin –
  - szyper,
  - pijak w dyliżansie (prolog/epilog)
- Swietłana Moisiejenko – Jacqueline
- Margarita Czudinowa – Leonela
- Stefan Piejczew — rybak
- Michaił Januszkiewicz – rozbójnik

Źródło: 

## Wersja polska
Reżyseria: Maria Piotrowska

Wystąpili:
- Ewa Adamska jako syrenka[3]
- Stanisław Kwaśniak jako książę Antoine[3]